# Scaptia adrel
Scaptia adrel är en tvåvingeart som först beskrevs av Walker 1850.  Scaptia adrel ingår i släktet Scaptia och familjen bromsar. Inga underarter finns listade i Catalogue of Life.